# Voltas-Tartu 2024 by CCN
Voltas-Tartu 2024 by CCN is een continentale wielerploeg uit Estland, de ploeg werd in 2020 opgericht. Voormalig wielrenners Gediminas Bagdonas en Jaan Kirsipuu vormen samen met de Finnen Anatoli Sizko en Antti Sizko de ploegleiding.

## Overwinningen
2020
2e etappe Baltic Chain Tour: Rait Ärm
2021
4e etappe Ronde van Mazovië: Antti-Jussi Juntunen
2022
1e etappe Ronde van Estland: Madis Mihkels
2023
1e etappe (deel A) Koers van de Olympische Solidariteit: Siim Kiskonen
Eindklassement Koers van de Olympische Solidariteit: Siim Kiskonen
2024
2e etappe Ronde van Estland: Siim Kiskonen
Eindklassement Ronde van Estland: Siim Kiskonen

### Nationale kampioenschappen
2020
 Estisch kampioen tijdrijden: Gleb Karpenko
 Fins kampioen tijdrijden: Ukko Peltonen
 Fins kampioen wegwedstrijd: Antti-Jussi Juntunen
2021
 Lets kampioen wegwedstrijd: Pauls Rubenis
2022
 Fins kampioen tijdrijden: Markus Knaapi
 Litouws kampioen tijdrijden: Aivaras Mikutis
 Litouws kampioen wegwedstrijd onder-23: Aivaras Mikutis
 Lets kampioen wegwedstrijd onder-23: Alekss Krasts
 Estisch kampioen tijdrijden onder-23: Joonas Kurits
2023
 Litouws kampioen wegwedstrijd: Rokas Adomaitis
 Litouws kampioen wegwedstrijd onder-23: Jomantas Venckus
 Litouws kampioen tijdrijden onder-23: Rokas Adomaitis
 Lets kampioen wegwedstrijd onder-23: Alekss Krasts
 Lets kampioen tijdrijden onder-23: Alekss Krasts
 Estisch kampioen wegwedstrijd onder-23: Lauri Tamm
2024
 Litouws kampioen wegwedstrijd onder-23: Jomantas Venckus
 Lets kampioen tijdrijden: Alekss Krasts